# Carl Kahler
Pour les articles homonymes, voir Kahler.
Carl Kahler, également orthographié Karl Kahler, né le 12 septembre 1856 à Linz dans le Land de la Haute-Autriche en Autriche et mort le 18 avril 1906 à San Francisco dans l'État de Californie aux États-Unis lors du tremblement de terre de 1906, est un peintre animalier, portraitiste et de genre autrichien, particulièrement connu pour ses peintures de chats.

## Biographie
Carl Kahler naît à Linz dans le Land (de) de la Haute-Autriche en 1856.
En 1874, il commence à étudier à l'académie des beaux-arts de Munich auprès des peintres Ludwig von Löfftz et Wilhelm Lindenschmit le jeune (en). À la fin de ses études à l'académie, il poursuit sa formation à Paris avant de s'installer à Munich. Entre 1881 et 1888, il expose ses œuvres à Berlin, Munich et Vienne peinte dans le style des œuvres du peintre Hans Makart. En 1885, il émigre en Australie et travaille jusqu'en 1890 à Melbourne où il peint notamment trois tableaux de la Melbourne Cup, une célèbre course hippique australienne. Il quitte ensuite l'Australie pour découvrir la Nouvelle-Zélande puis émigre aux États-Unis. Il s'installe en Californie, où il rencontre la millionnaire et philanthrope américaine Catherine Kate Birdsall Johnson, pour qui il peint contre la somme de 5 000 dollars le tableau My Wife's Lovers qui représente ces quarante-deux chats angoras et persans. Ce tableau monumental, exposé lors de l'exposition universelle de 1893 à Chicago, rencontre un grand succès auprès du public et est décliné en de multiples copies. Il se spécialise alors dans la peinture animalière et plus particulièrement dans celle des chats.
Il meurt lors du tremblement de terre de 1906 qui frappe la ville de San Francisco, où il habitait.

## Œuvres

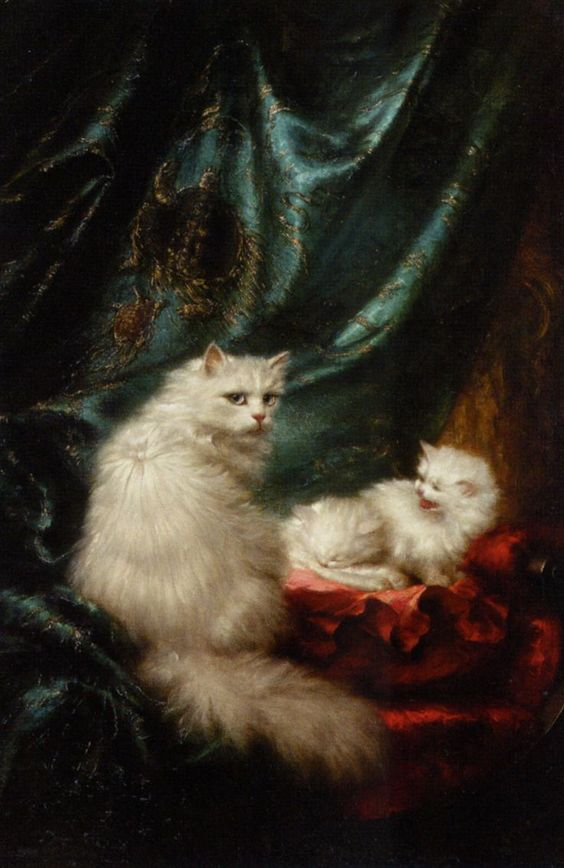
Salonkatzen, sans date
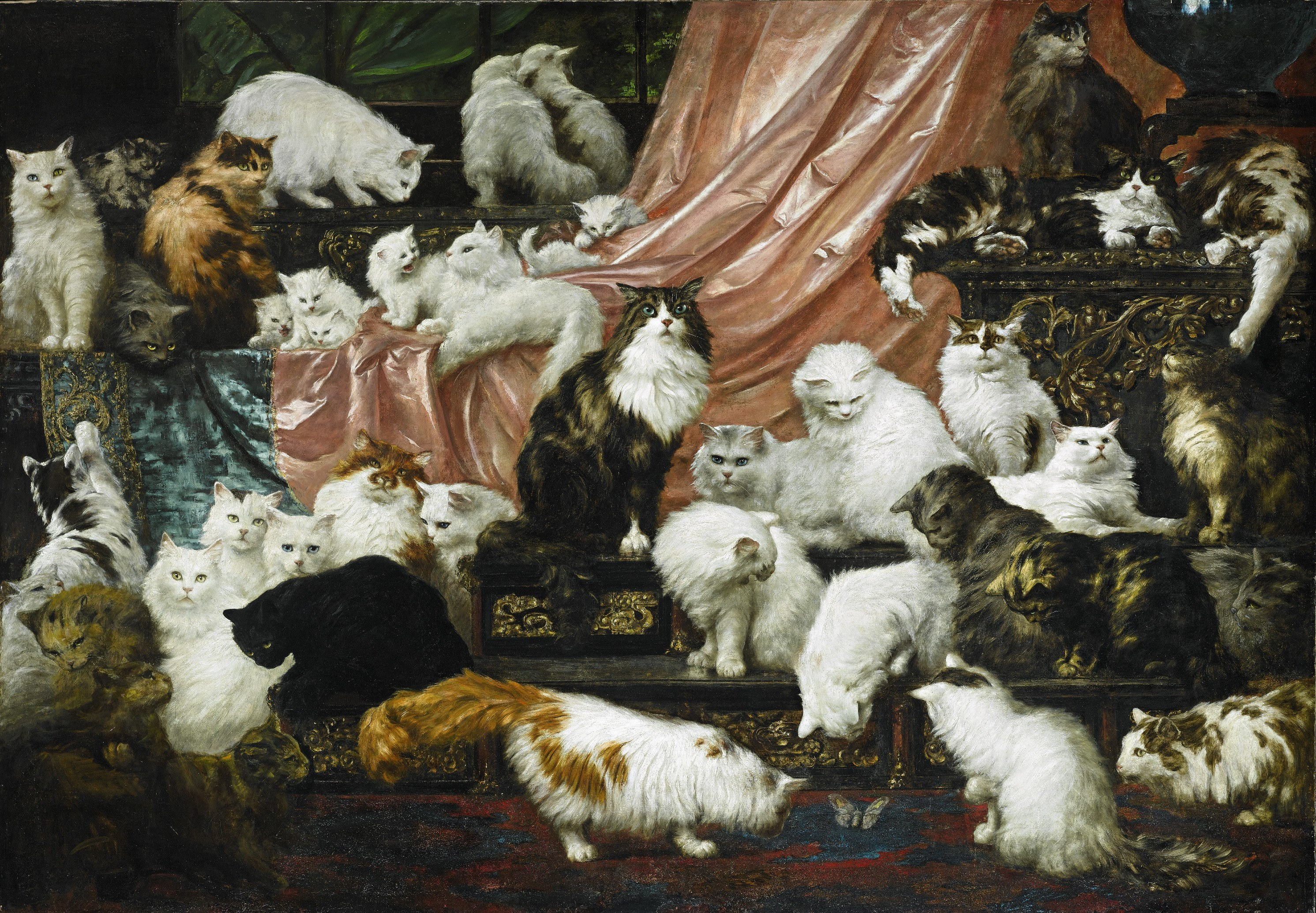
My Wife's Lovers, 1891
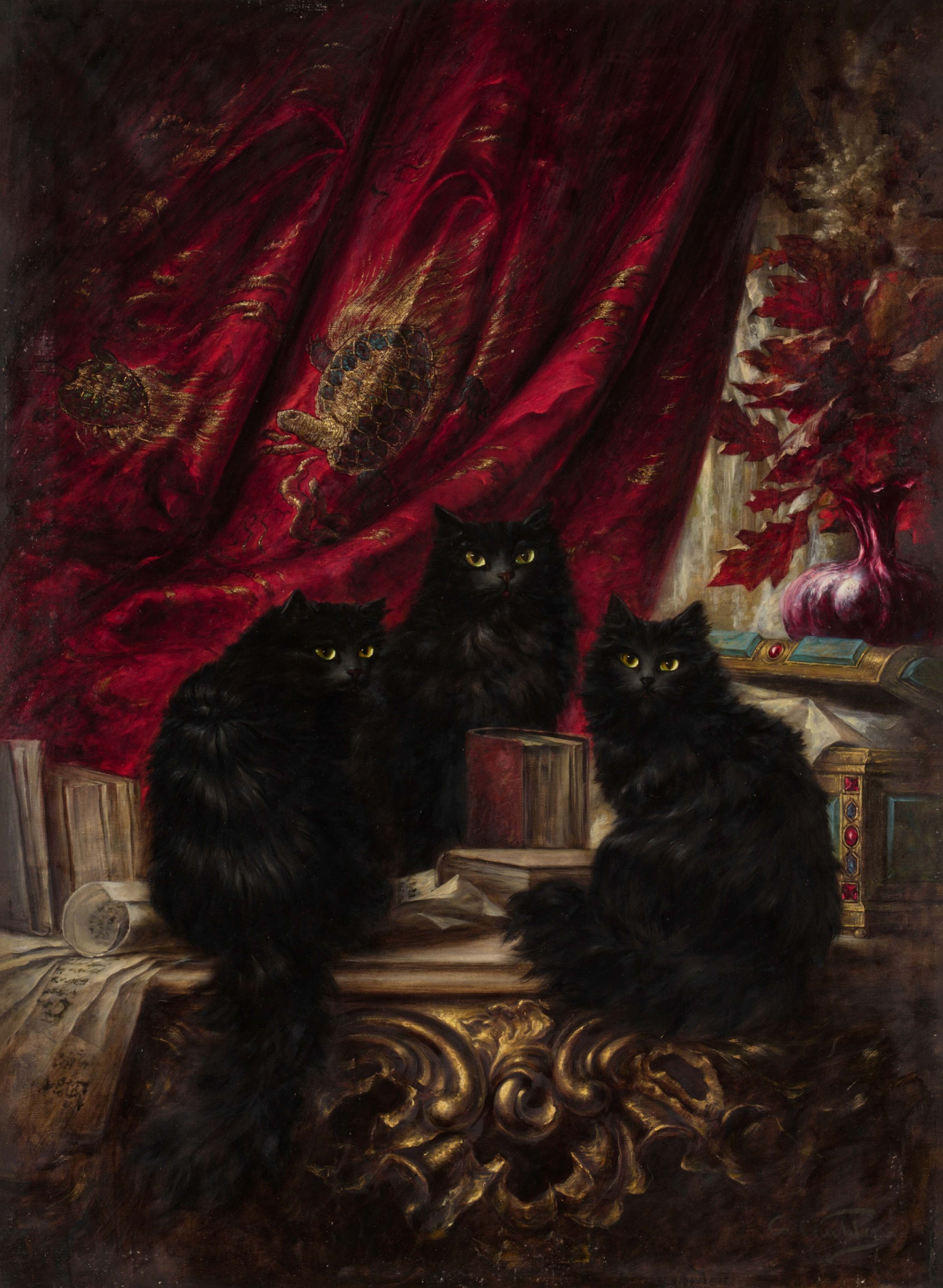
Trois chats noirs, non daté
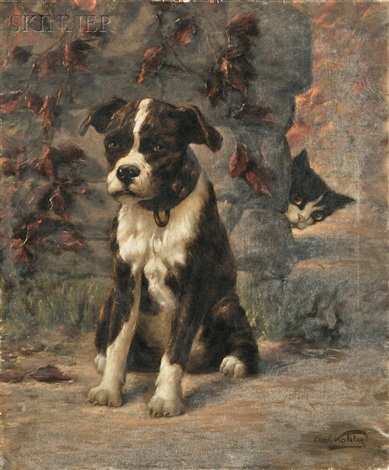
Cat Nipped, sans date
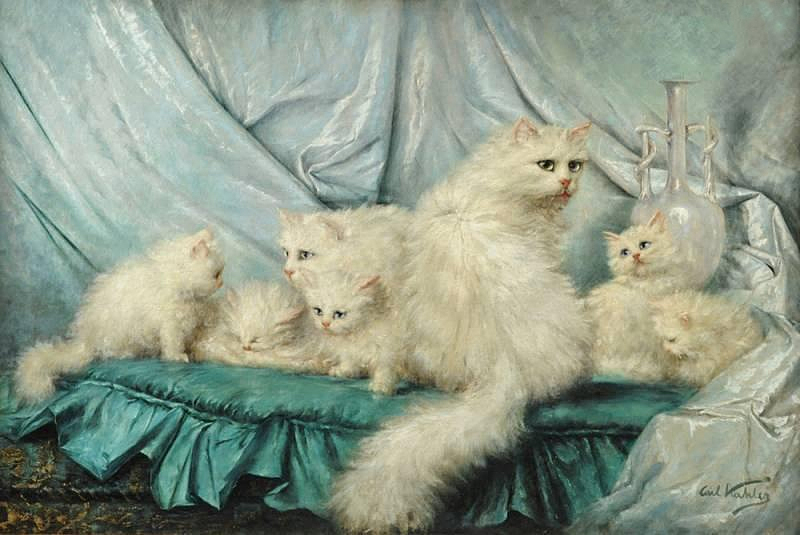
Family Portrait, sans date